# Анимучча, Джованни
Джованни Анимучча (итал. Giovanni Animuccia; ок. 1520, Флоренция — 20 марта 1571, Рим) — итальянский композитор эпохи Возрождения.

## Биография
Джованни Анимучча родился во Флоренции около 1520 года.
Был в центре литургической музыкальной жизни Рима; один из самых значимых современников Джованни Пьерлуиджи Палестрины и его товарищ по занятиям в школе композитора Гудимеля.
Несмотря на известность композитора в Риме, он не спешил переезжать в столицу и первые тридцать лет своей жизни провел во Флоренции; об этом отрезке его биографии известно крайне мало.
С именем Джованни Анимуччи связаны зачатки развития оратории, инициатором которой был Филипп Нери.
В 1555 году Анимучча возглавил Юлианскую капеллу в Ватикане и в этой должности оставался до самой смерти.
Джованни Анимучча скончался 20 марта 1571 года в Риме.
Согласно «ЭСБЕ»,  «его преемником был знаменитый Палестрина. Анимучча писал мадригалы, мотеты, в три-четыре голоса, гимны для ораторий, магнификаты и мессы. Этот композитор отличался изумительною быстротою письма и музыкальною плодовитостью.»